# Paul Rosenstein-Rodan
Pour les articles homonymes, voir Rosenstein.
Paul Narcyz Rosenstein-Rodan (1902 - 1985), est un économiste né en Pologne à Cracovie et formé en Autriche, considéré comme l'un des pionniers de l'économie du développement.

## Biographie
Paul N. Rosenstein-Rodan est né en Pologne en 1902. Il fait ses études à l'université de Vienne. En 1930, il émigre en Grande-Bretagne puis se rend aux États-Unis où il travaille d'abord à la Banque mondiale (1947-1954) puis au Massachusetts Institute of Technology (1953-1968). Sa carrière le mènera aussi aux universités de Texas et de Boston.

## Théorie de la croissance équilibrée
Il est connu pour sa théorie de croissance équilibrée (développée par Ragnar Nurkse également) présentée dans l'article "Problems of Industrialization of Eastern and South-Eastern Europe" publié en 1943. Le développement économique nécessite un investissement massif. Rosenstein-Rodan est partisan d'un big push, c'est-à-dire d'une aide massive à tous les secteurs afin de favoriser le développement. Il s'oppose sur ce thème à Albert O. Hirschman qui est partisan d'une croissance déséquilibrée.